# Tapio Mäkelä
Tapio Mäkelä   (Nastola, 12 d'octubre de 1926 - Jämsä, 12 de maig de 2016) fou un esquiador de fons finlandès que va competir durant les dècades de 1940 i 1950.
El 1952 va prendre part en els Jocs Olímpics d'Hivern d'Oslo, on disputà dues proves del programa d'esquí de fons. Guanyà la medalla d'or en la prova del 4 x 10 km, formant equip amb Heikki Hasu, Paavo Lonkila i Urpo Korhonen, mentre en la dels 18 km guanyà la de plata, en finalitzar rere el noruec Hallgeir Brenden. En el seu palmarès també destaca una medalla d'or al Campionat del Món d'esquí nòrdic i dos campionats nacionals.